# 규슈 신칸센
규슈 신칸센 또는 큐슈 신칸센(일본어: 九州新幹線, きゅうしゅうしんかんせん)은 일본 후쿠오카현 후쿠오카시 하카타구에 있는 하카타역과 가고시마현 가고시마시에 있는 가고시마 중앙역을 잇는 큐슈여객철도의 신칸센 노선이다.

## 역사
일본의 신전국종합개발계획(新全国総合開発計画, 1969년)을 시작으로 짜여진 신칸센 정비 계획에는 규슈 신칸센이 1979년에 개업할 예정이었다. 계획안 마련에는 우여곡절이 계속되었으나, 수 차례씩 의견 충돌 문제로 진통을 겪은 끝에, 1989년 8월에 첫 공사구간인 제3시비산 터널(第三紫尾山トンネル)의 기공을 시작으로, 1991년 9월에 신야츠시로 ~ 서카고시마 사이 구간의 본격적인 착공에 들어갔다. 2004년 3월 13일에 신야쓰시로 ~ 가고시마추오(부분 개업과 동시에 서가고시마 역은 가고시마 중앙역으로 개칭) 구간부터 부분 개업하였고, 2011년 3월 12일에는 나머지 구간이었던 하카타 ~ 신야쓰시로 구간이 준공되면서 규슈 신칸센 가고시마 루트가 완성되어, 산요 신칸센과 상호 직결 운행을 개시하였다.
- 2004년 3월 13일 : 신야쓰시로 ~ 가고시마추오 구간이 개통. 신야쓰시로, 신미나마타, 이즈미, 센다이, 가고시마추오 5개 역이 영업 개시. 동시에 신야츠시로-하카타를 잇는 재래선 특급인 '릴레이 츠바메'의 운행 개시.
- 2008년 4월 : 나가사키 루트 중 다케오 온천 ~ 이사하야 구간 공사 기공
- 2011년 3월 12일 : 하카타 ~ 신야쓰시로 구간이 개통. 릴레이 츠바메 운용 폐지. 그러나 개업 전날인 3월 11일에 일어난 2011년 도호쿠 지방 태평양 해역 지진으로 인해 개업식은 취소됨
- 2016년 4월 14일 : 2016년 구마모토 지진으로 전선 운행 중단
- 2016년 4월 20일 : 가고시마추오 - 신미나마타간 운행 재개
- 2016년 4월 23일 : 하카타 - 구마모토간 운행 재개

## 차량
| 차량   | 최고 속도 （단위 : km/h） | 최고 속도 （단위 : km/h） | 도입 시기 | 운행 중단 시기 |
| 차량   | 미즈호 사쿠라             | 쓰바메                    | 도입 시기 | 운행 중단 시기 |
| ------ | ------------------------- | ------------------------- | --------- | -------------- |
| N700계 | 260                       | 260                       | 2011년    | 운영 중        |
| 800계  | 260                       | 260                       | 2004년    | 운영 중        |

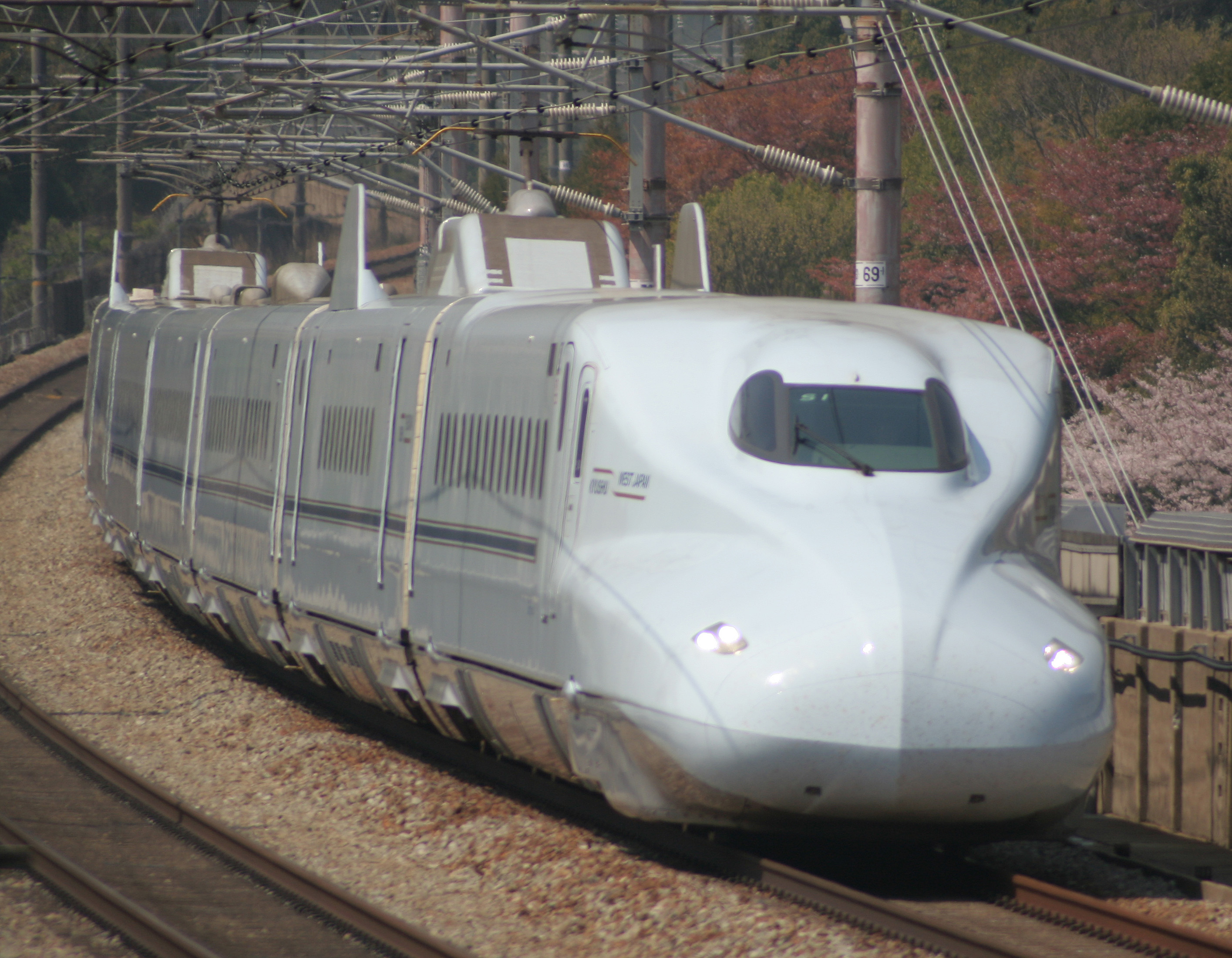
N700계 7000번대
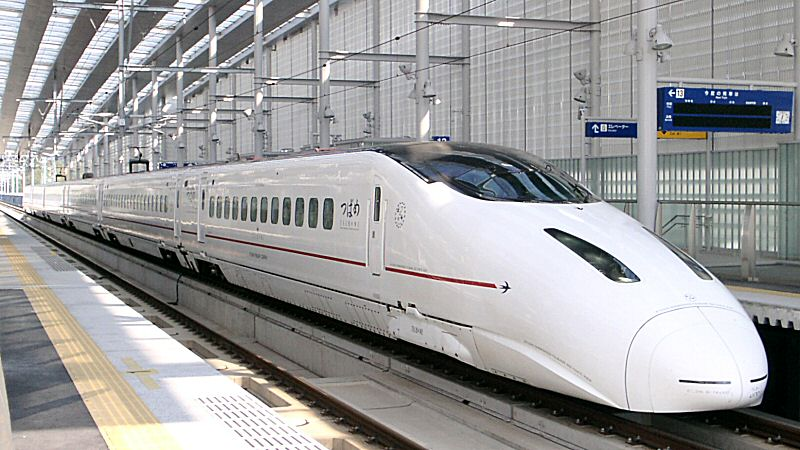
800계

## 역 목록

### 가고시마 경로
현재까지는 가고시마 경로만 개통이 된 상태로, 가고시마 경로만을 일컬어 통상적으로 '규슈 신칸센'이라고도 한다.
| 하카타         | 博多       | ● | ● | 0.0   | 0.0   | 산요 신칸센(직결 운행 있음) 하카타미나미 선 가고시마 본선 ■ 후쿠오카 시 교통국 지하철 공항선 | 후쿠오카현 후쿠오카시 하카타구              | 후쿠오카현 후쿠오카시 하카타구 |                |                |
| 신토스         | 新鳥栖     | │ | ● | 26.3  | 28.6  | 나가사키 본선                                                                                | 사가현 도스시                               | 사가현 도스시                  |                |                |
| 구루메         | 久留米     | ◆ | ● | 32.0  | 35.7  | 가고시마 본선, 규다이 본선                                                                   | 후쿠오카 현                                 | 구루메시                       |                |                |
| 지쿠고후나고야 | 筑後船小屋 | │ | │ | 47.9  | 51.5  | 가고시마 본선                                                                                | 후쿠오카 현                                 | 지쿠고시                       |                |                |
| 신오무타       | 新大牟田   | │ | │ | 59.7  | 69.3  |                                                                                              | 후쿠오카 현                                 | 오무타시                       |                |                |
| 신타마나       | 新玉名     | │ | │ | 76.3  | 90.4  | 구마모토현                                                                                   | 다마나시                                    |                                |                |                |
| 구마모토       | 熊本       | ● | ● | 98.2  | 118.4 | 구마모토현                                                                                   | 가고시마 본선, 호히 본선 구마모토 시 교통국 | 구마모토시                     | 구마모토시     | 구마모토시     |
| 신야쓰시로     | 新八代     | │ | ◆ | 130.0 | 151.3 | 구마모토현                                                                                   | 가고시마 본선                               | 야쓰시로시                     | 야쓰시로시     | 야쓰시로시     |
| 신미나마타     | 新水俣     | │ | ◆ | 172.8 | 194.1 | 구마모토현                                                                                   | 히사쓰 오렌지 철도선                        | 미나마타시                     | 미나마타시     | 미나마타시     |
| 이즈미         | 出水       | │ | ◆ | 188.8 | 210.1 | 히사쓰 오렌지 철도선                                                                         | 가고시마현                                  | 이즈미시                       | 이즈미시       | 이즈미시       |
| 센다이         | 川内       | ◆ | ● | 221.5 | 242.8 | 히사쓰 오렌지 철도선                                                                         | 가고시마현                                  | 사쓰마센다이시                 | 사쓰마센다이시 | 사쓰마센다이시 |
| 가고시마추오   | 鹿児島中央 | ● | ● | 256.8 | 288.9 | 가고시마 본선, 이부스키마쿠라자키 선 가고시마 시 교통국                                      | 가고시마현                                  | 가고시마시                     | 가고시마시     | 가고시마시     |

- 미 : 미즈호 정차역
- 사 : 사쿠라 정차역
- 쓰마베 등급은 각 역에 정차한다.

### 각 역의 구조
각 역 구내 배선 및 홈 형식을 표로 나타낸다.
원칙으로서 모든 열차가 정차하여 통과 열차가 없는 역에서는 "2면 4선"의 구내 배선이 기본이 된다. 즉, 섬식 홈을 2면 배치하여 정류장은 상하선에 각각 2개소, 총 4곳을 마련하는 구조이다. 상하선 모두 각각 2개의 열차가 동시에 정차 가능하고, 상호 환승이 가능한 배선이다.
무정차 통과 열차가 있는 역에서는, 본선(통과선)에 직접 홈을 마련하지 않고, 본선과는 별도로 대피선을 설치한 후에 홈을 마련하는 구조가 기본이다. 이는 홈의 이용객과 고속으로 통과하는 열차 사이에 거리를 확보하여 풍압 등에 의한 사고를 막는 것이 목적이므로, 난간식 스크린 도어가 기본적으로 설치되어 있다.
| 배선 분류 | 2면4선                | 2면3선                          | 2면2선                                                              | 3면6선   | 2면4선 (종착역) |
| 구내도    |                       |                                 |                                                                     |          |                 |
| 해당역    | 구마모토역・신토스 역 | 신미나마타 역・지쿠고후나고야역 | 구루메역・신오무타 역 신타마나 역・신야쓰시로 역 이즈미역・센다이역 | 하카타역 | 가고시마 중앙역 |

## 운행 형태
| 미즈호                         | ● | ↔ | ■ | ↔ | ↔ | ↔ | ● | ↔ | ↔ | ↔ | ■ | ● |
| 사쿠라                         | ● | ● | ● | ■ | ■ | ■ | ● | ■ | ■ | ■ | ● | ● |
| 쓰바메                         | ● | ● | ● | ● | ● | ● | ● | ● | ● | ● | ● | ● |
| ●＝정차；■＝일부 정차；↔＝통과 |   |   |   |   |   |   |   |   |   |   |   |   |

### 열차 애칭

#### 미즈호
미즈호는 2011년에 규슈 신칸센 개통과 동시에, 산요 신칸센과 직결 운행을 하는 명칭이므로, 신코베, 오카야마, 히로시마, 고쿠라, 하카타, 구마모토만 정차 했으나 2018년 3월 17일 다이야 개정으로 왕복 2회에 한해 구루메, 센다이에 정차하기 시작했다.

#### 사쿠라
사쿠라는 2011년에 규슈 신칸센 개통과 동시에, 산요 신칸센과 직결 운행을 하는 명칭이므로, 출근 시간대에 한해서 구마모토에서 출발하는 시간이 있다. 낮시간대의 경우 하카타에서 가고시마추오까지 오가는 시간이 있으므로, 평상시에 가고시마추오에서 출발하여, 하카타, 고쿠라, 신야마구치, 도쿠야마, 히로시마, 후쿠야마, 오카야마, 히메지, 신코베, 종착역인 신오사카까지 정차하고 있다.

#### 쓰바메
쓰바메는 2011년에 규슈 신칸센 개통과 동시에 가장 느린 등급의 열차로 변경되었다. 2012년 3월에 다이야 개정으로 산요 신칸센과 직결 운행을 시작하면서 고쿠라까지 연장되었다가 2013년 3월 다이야 개정으로 산요 신칸센 직결 노선이 폐지되었다. 2017년 3월 다이야 개정으로 왕복 1회 운행 시 산요 신칸센과 다시 직결 운행을 시작했다.